# Gouvernement Adoula
Première République
Iléo II Tshombe
Le gouvernement Adoula est le gouvernement du Congo-Léopoldville (aujourd’hui République démocratique du Congo) formé par Cyrille Adoula et nommé par le président de la République Joseph Kasa-Vubu le 2 août 1961, et remanié le 11 juillet 1962 et le 18 avril 1963.

## Premier et vice-premier ministre
- Premier ministre : Cyrille Adoula
- Vice-premier ministre : Jason Sendwe

## Composition du gouvernement au 2 août 1961

### Ministres
- Affaires coutumières : Albert Lumanza
- Jeunesse et sport : Michel Mongali
- Affaires économiques : Ambroise Eleo
- Affaires étrangères : Justin Bomboko
- Affaires foncières : Alexandre Mahamba
- Affaires sociales : Assumani Senghie
- Agriculture : Jean-Chrysostome Weregemere
- Classes moyennes : Joseph Lutula
- Commerce extérieur : Marcel Bisukiro
- Éducation nationale : Joseph Ngalula
- Finances : Arthur Pinzi
- Fonction publique : Pierre Masikita
- Information : Joseph Iléo
- Intérieur : Christophe Gbenye
- Justice : Rémy Mwamba
- Mines et énergie : Edmond Rudahindwa
- Plan : Aloïs Kabangi
- Portefeuille : Samuel Badibanga
- PTT : F. Mungamba
- Santé publique : Grégoire Kamanga
- Transports : Sylvain Kama
- Travail et prévoyance sociale : Charles Kisolokele
- Travaux publics : Alphonse Ilunga

## Composition du gouvernement au 11 juillet 1962

### Ministres
- Affaires économiques : Jean-Pierre Dericoyard
- Affaires foncières, mines et énergie : Alexandre Mahamba
- Agriculture : Constantin Tshiala Mwana
- Commerce extérieur : André Anekonzapa
- Défense : Jérôme Anany
- Finances : Emmanuel Bamba
- Fonction publique : Aloïs Kabangi
- Information : Jacques Colin
- Intérieur : Cléophas Kamitatu
- Jeunesse et sport : Désiré Uketwengu
- Justice : Jean-Chrysostome Weregemere
- Plan : Alphonse Massa
- Santé publique : Paul Bolya
- Transports et communications : Alphonse Ilunga
- Travail et prévoyance sociale : André Diumasumbu
- Travaux publics : Albert Delvaux

## Composition du gouvernement au 18 avril 1963

### Ministres
- Affaires étrangères : Auguste Mabika Kalanda
- Affaires sociales : Alphonse Massa
- Commerce extérieur : Yava
- Économie : Albert Nyembo
- Éducation nationale : Jacques Colin
- Information : Antoine-Roger Bolamba
- Intérieur : Joseph Maboti
- Jeunesse et sports : Agoyo
- Justice : Justin Bomboko
- Plan : Cléophas Kamitatu
- Travail et prévoyance sociale : Alphonse Nguvulu